# 楞厳呪
楞厳呪（りょうごんしゅ）は、大乗仏典の『大仏頂首楞厳経』第7巻に説かれる陀羅尼のことで、具名は『大仏頂万行首楞厳陀羅尼』（だいぶっちょうまんぎょうしゅりょうごんだらに）といい、唐の時代、中天竺の般剌蜜帝が705年に漢訳したことになっている。これは、不空訳とされる『大仏頂陀羅尼』（具名『大仏頂如来放光悉但多鉢但羅陀羅尼』、だいぶっちょうにょらいほうこうしたんたばたらだらに）と同種のもので、密教系教団の依用した独立の陀羅尼である。標題中の「悉怛多鉢怛囉」（梵: सितातपत्रा [Sitātapatrā]）は白傘蓋仏頂のことで、『白傘蓋陀羅尼』（びゃくさんがいだらに）とも略称される。
元代末期に最初の清規と言われる｢勅集百丈清規｣で｢拐厳呪｣として儀式中に取り込まれ、日本では大悲呪と共に現在でも禅三宗の依用陀羅尼になっている。

## 概要
807年に帰朝した空海請来の『大仏頂陀羅尼』 悉曇写本が大正蔵19巻に第944B（T0944B.19.0102c23 - 0105b22）として944Aの不空訳の後に、いずれも江戸時代の真言僧・浄厳の書写テキストが収録されている。真言宗において、『大仏頂陀羅尼』は付法の第五祖金剛智三蔵、第六祖不空三蔵、第七祖恵果和尚、そして第八祖弘法大師が等しく重んじている。『大仏頂陀羅尼』は『新訳梵漢両字大仏頂陀羅尼」と共に陀羅尼の中で最長のものであり、現在も読調されている『仏頂尊勝陀羅尼』に比してその文量は十倍を下らない。それゆえ弘法大師は『大仏頂陀羅尼』を唱える功徳は無量であるとし、真言宗の三業度人が受学すべき最も重要な陀羅尼の一っとした。
『大仏頂陀羅尼』、『大仏頂万行首楞厳陀羅尼』は同種ではあるが異同があり、木村俊彦らは密教依用のものを｢唐本｣と呼び、首楞厳経の巻第7所収のものを｢宋本｣と呼んでいる。また禅三宗が楞厳会等において用いているものを｢元本」と呼んでいる。大正蔵第945『首楞厳経』の巻第7の末尾に続けてこの元本を付録掲載している。。現在では禅三宗で、楞厳会（りょうごんえ）などの際に唱えられており、中国では禅宗全般でよく朝の勤行として唱えられている。

## 現代日本語訳書
- 木村俊彦[12]『楞厳呪』「臨済宗の陀羅尼」1982年 東方出版 p.6–136、『楞厳経』巻7に収録される楞厳呪の注釈。臨済宗の日常諷誦用のテキストで、大正蔵とは字数等に相違がある。本稿は1978年12月～1980年10月に臨済宗機関紙『正法輪』に連載したもの。解題のほか有益な解説が掲載されている。
- 木村得玄[13]『楞厳呪：現代語訳と解説』2006年 春秋社 ISBN 978-4393177044

## 注・出典
1. ↑  『大佛頂如來密因修證了義諸菩薩萬行首楞嚴經』大正蔵19巻（T0945_.19.0106b04 - ）
2. ↑  大正蔵の『首楞厳経』第7巻に収録された陀羅尼に付された標題は『大佛頂如來放光悉怛多鉢怛囉菩薩萬行品灌頂部録出一名中印度那蘭陀曼茶羅灌頂金剛大道場神呪』（439句 T0945_.19.0133c27 - 0136c15）
3. ↑  清田寂雲『大仏頂陀羅尼について-特に成菩提院の古写本に注意して-』印度學佛教學研究 1978年 26巻 2号 p.559-564 pdf p.559上
4. ↑  (平安時代、9世紀初頭)大正蔵19, No. 944B。弘法大師御請来の梵本『大仏頂陀羅尼』。『御請来目録』における『梵字大仏頂真言』に相当する。大正蔵は霊雲寺浄厳師『普通真言蔵』を底本とする。奥書に「大唐青龍寺内供奉沙門曇貞修建眞言碑本　元禄十六年(1703年)二月六日以浄厳和上之本再校了尊教」とある。金剛智三蔵が 那蘭陀に於いて『大仏頂陀羅尼』を学んだ後に唐に請来し、『新訳梵漢両字大仏頂陀羅尼』（散佚）を撰し、さらに伝教大師がそれを日本に請来したとも伝えられる。『空海御請来目録』によれば不空三蔵訳である。
5. ↑  弘法大師は『五部陀羅尼宗秘論』の中で、「若し大仏頂を持たば、舡の大海に汎ぶが如し。衆聖、威な同じく護りたまひ、神通の威力も大なり」と記して『大仏頂陀羅尼」の功徳を讃えている。
6. ↑  大柴清圓「真言宗における『大仏頂陀羅尼』の伝持とその内容について 円行師請来『註大仏頂真言』を中心に」密教文化 2008年 2008巻 220号 p.L77-L106,179 pdf p.L77-89
7. ↑  慈雲尊者『梵学津梁』（末詮100；大仏頂如来放光悉怛多鉢怛羅陀羅尼）、陀羅尼自体に付された題名は『仏頂白傘蓋不敗反呪詛陀羅尼』
8. ↑  鎌倉時代に元から来朝した清拙正澄が宋末から元代にかけて作成された陀羅尼を建仁寺に伝え、撰述した『諸回向清規式』に指定したもので、伝統的に『大仏頂万行首楞厳神呪』（ダイブチンバンナンシュレンネンジンシュ） と呼ぶ。
9. ↑  宋本 439句（T0945_.19.0133c27 -  0136c15）
10. ↑  宋本が439句であるのに対し元本は427句（T0945_.19.0139a14-T0945_.19.0141b13）になっている。
11. ↑  木村俊彦『梵学津梁所収の白傘蓋陀羅尼の研究』印度學佛教學研究 2013 年 62 巻 1 号 p. 421-414 pdf p.414
12. ↑  キムラシュンゲン 1940年生、四天王寺大学名誉教授（2011年4月 -）
13. ↑  キムラトクゲン 1937年生、黄檗宗禅林寺住職